# Rubén Quintana
Rubén Elías Quintana Ruano (Agüimes, 25 febbraio 1980) è un ex cestista spagnolo, professionista nella Liga ACB.

## Carriera
Con la Spagna ha disputato i Giochi del Mediterraneo di Almería 2005.

## Palmarès
- Copa Príncipe de Asturias: 1

Fuenlabrada: 2005